# Aphthona plenifrons
Aphthona plenifrons es un coleóptero de la familia Chrysomelidae. Fue descrita científicamente por primera vez en 1864 por Wollaston.